# Ted Nugent
Theodore Nugent, detto Ted (Detroit, 13 dicembre 1948), è un chitarrista e cantante statunitense.
È riconosciuto come una figura fondamentale nell'evoluzione della musica hard & heavy, è inoltre considerato uno dei migliori chitarristi del genere.
La sua carriera ebbe inizio nel 1965 quando fondò gli Amboy Dukes, gruppo di Chicago con cui ottenne un moderato successo (in particolare con Journey to the Center of the Mind del 1968) fino alla prima metà degli anni settanta. Fu dalla metà del decennio che avviò il proprio progetto solista, col quale diverrà noto. Durante i primi anni novanta ha inoltre preso parte al supergruppo Damn Yankees formato con Tommy Shaw (ex chitarrista degli Styx) e Jack Blades (ex bassista dei Night Ranger).
Ha ricevuto numerosi soprannomi tra cui "The Motor City Madman", "The Nuge", "Uncle Ted", "Terrible Ted", "Sweaty Teddy", "Deadly Tedly", "Great Gonzos" e "Theodocious Atrocious".

## Storia

### Gli esordi
Nato il 13 dicembre 1948, a Detroit, Michigan, Nugent iniziò a interessarsi al rock & roll da ragazzino, mentre suo padre gli trasmise le ideologie che in seguito diverranno caratteristica del suo personaggio. Sotto la guida del maestro di chitarra Joe Podorsek della Capitol School of Music nella Grand River Avenue, Nugent iniziò a esercitare la professione di chitarrista nel 1957. Il suo debutto dal vivo, a 10 anni di età, fu al Michigan State Fairgrounds nell'estate del 1958 con Joe Podorsek. Negli anni sessanta formò le sue prime band, tra le quali i Royal High Boys e i Lourdes, traendo ispirazione dal blues rock britannico di gruppi come the Rolling Stones e the Yardbirds.
Nugent venne all'attenzione nazionale con i The Amboy Dukes, gruppo che pubblicò una serie di dischi tra la fine degli anni sessanta e primi settanta. Fu in questo periodo che Ted iniziò a suonare il modello di chitarra Gibson Byrdland, modello che fu associato al suo personaggio durante tutta la sua carriera. Gli altri membri del gruppo non condividevano lo stile di vita di Nugent, come mostrato nel singolo psychedelic rock "Journey to the Center of the Mind", che in seguito Nugent affermò non sapeva trattasse l'essere "sotto l'influenza" (di droghe). Il gruppo si costruì una certa reputazione. Dal 1967 gli Amboy Dukes avevano pubblicato diversi album, riuscendo a emergere all'interno della scena rock di Detroit.
Con il frequente cambiare dei componenti del gruppo, Nugent rimase l'unico membro costante, e infine decise di cambiare il nome del gruppo in "Ted Nugent & the Amboy Dukes" a partire dagli anni settanta, pubblicando gli album Survival of the Fittest del 1971, Call of the Wild del 1973 e Tooth, Fang & Claw del 1974. Mentre nessuno di questo lavori spiccò nelle classifiche, Nugent e i suoi compagni vennero selezionati per prendere parte a un concerto nel quale il chitarrista partecipò ad una sfida con altri musicisti, tra cui Wayne Kramer degli MC5 e Frank Marino dei Mahogany Rush tra gli altri.

### Carriera solista

#### Anni 1970

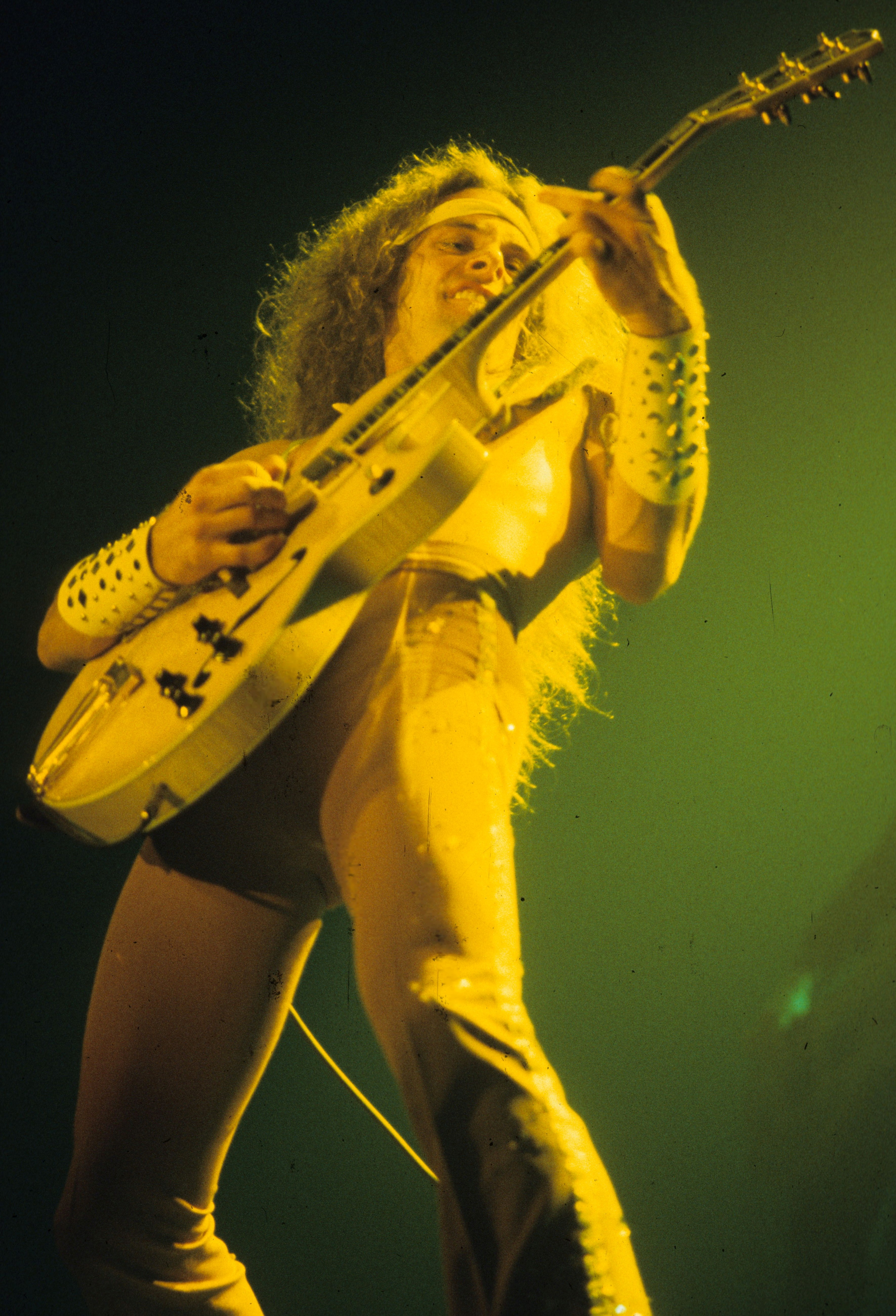
Ted Nugent in concerto con la sua chitarra Gibson Byrdland

Dalla metà degli anni Settanta, Nugent decise di accantonare definitivamente il nome degli Amboy Dukes per dare inizio al proprio progetto solista. La prima band di supporto con cui Ted esordì fu composta dal secondo chitarrista/cantante Derek St. Holmes, l'ex bassista degli Amboy Dukes Rob Grange, ed il batterista Cliff Davies. Dal 1975, la nuova band firmò con lo stesso management degli Aerosmith (Leber & Krebs), così come con la loro stessa etichetta, la Columbia Records. Il primo disco, l'omonimo Ted Nugent, venne pubblicato nel novembre del 1975 e prodotto da Tom Werman (Cheap Trick, Molly Hatchet, Blue Öyster Cult). I primi passi di Nugent verso la carriera solista si rivelarono un successo, permettendo al debutto di posizionarsi nella classifica di Billboard Top 30. La band colpì immediatamente il pubblico heavy metal/hard rock, grazie anche alle spettacolari esibizioni live. Il brano Stranglehold è stato inserito al 31º posto dei migliori assoli dalla rivista Guitar World.
Ma i rapporti tra Nugent e il resto del gruppo iniziarono a deteriorasi; Nugent voleva il completo controllo della band, mentre i musicisti pretendevano maggior "democrazia". Questi attriti interni provocarono l'allontanamento di St. Holmes, proprio poco prima delle sessioni per il secondo album. L'anno successivo, dopo il successo ottenuto, Nugent incise il secondo capitolo, Free-for-All, al quale partecipò un allora poco conosciuto Meat Loaf come corista. Dopo la pubblicazione, il gruppo partì per i tour di supporto negli Stati Uniti al fianco dei Black Sabbath, nel dicembre 1976. Nel 1977, terminati i tour di successo in patria, il gruppo riaccolse il cantante St. Holmes nella formazione e pubblicò il terzo album Cat Scratch Fever, il più famoso all'interno della sua vasta discografia. Ospite dell'album il bassista dei Bad Company Boz Burrell.
L'album ebbe grande successo dominando le classifiche, e permettendo al gruppo intensi tour nelle arene nazionali. Il singolo omonimo venne trasmessa in radio, divenendo il brano più famoso dell'artista che lo accompagnerà durante tutta la sua carriera, mentre "Wang Dang Sweet Poontang" contribuì a renderlo una leggenda del rock. Con l'ascesa di popolarità, Nugent enfatizzò il suo ruolo di Wildman o "uomo delle caverne", presentandosi nudo in perizoma, con stivali alle ginocchia, o vestendo pelle animale, code di coyote, copricapi indiani, spesso agitando una fune durante le esibizioni come Tarzan. Come altri gruppi rock degli anni '70 (Kiss, Cheap Trick, Peter Frampton, ecc), Nugent decise di realizzare un live album per proiettare la sua carriera ad un livello di notorietà ancora superiore; nel febbraio del 1978 uscì infatti il suo primo album dal vivo, Double Live Gonzo!, probabilmente uno dei live più grezzi mai registrati, che scalò la classifica di Billboard piazzandosi alla posizione nº 13. 

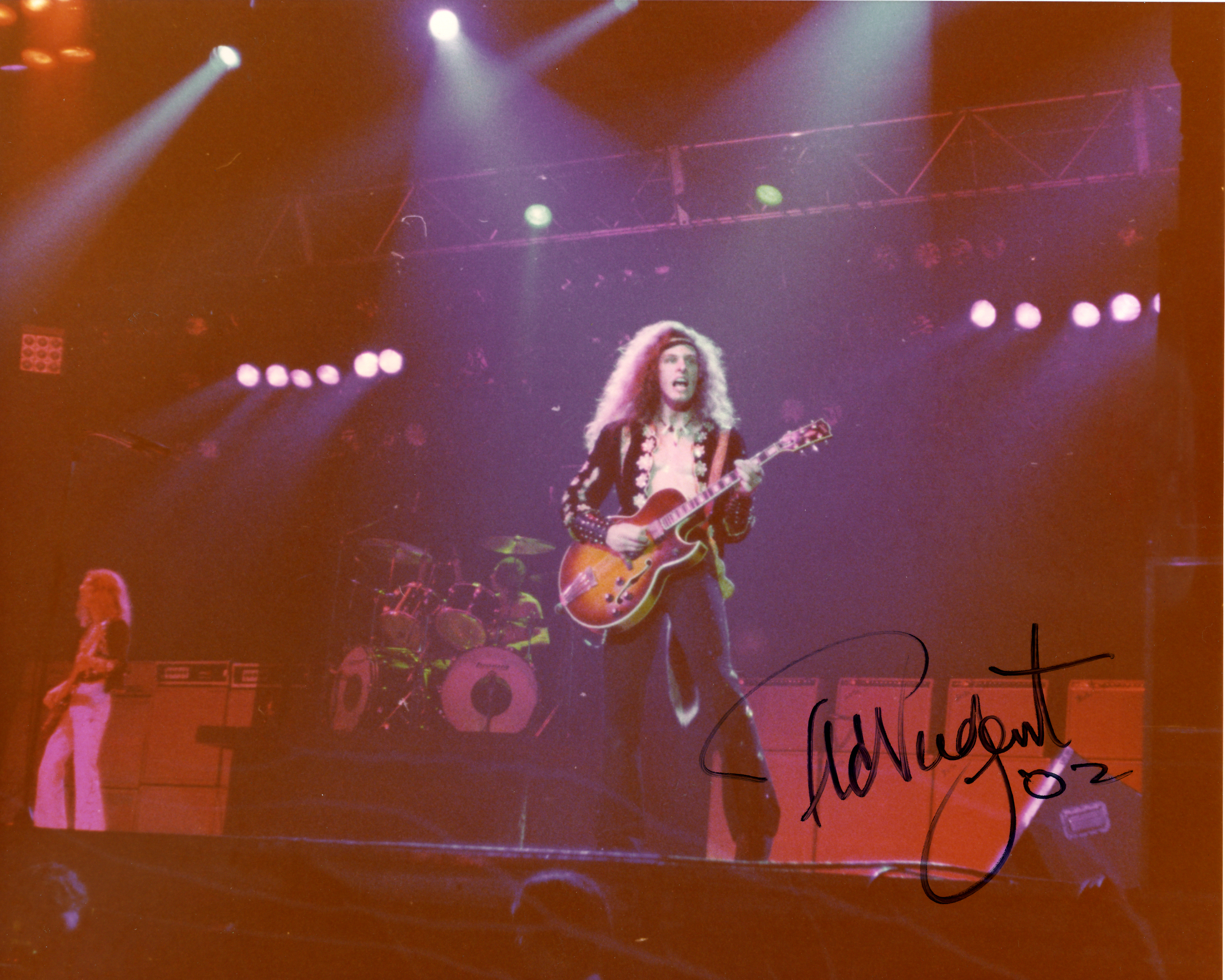
Foto di Ted Nugent in concerto a San Antonio nel 1979

In seguito, St. Holmes e Grange abbandonarono il gruppo per formare i St. Paradise nel 1978 assieme all'ex batterista dei Montrose Denny Carmassi. St. Holmes creò anche un progetto di breve vita chiamato Whitford/St. Holmes assieme al chitarrista degli Aerosmith Brad Whitford. I due vennero sostituiti nella band di Nugent dal cantante Charlie Huhn e l'ex bassista dei Dirty Angel David Hull, con cui il chitarrista inciderà il prossimo album Weekend Warriors, nel novembre del 1978. L'anno successivo Hull venne sostituito da Walter Monohan e in seguito si unì all'ex chitarrista degli Aerosmith Joe Perry nel suo nuovo progetto, i Joe Perry Project. Con il nuovo membro, Nugent pubblicò il quinto album State of Shock, nel 1979. In quel periodo cadde in bancarotta a causa di alcuni affari fallimentari male amministrati.

#### Anni 1980
Il disco con il quale Nugent esordì negli anni ottanta fu Scream Dream, realizzato nel 1980, continuando sulla scia del successo di Double Live Gonzo. Huhn entrò nella band di Gary Moore e in seguito nei tedeschi Victory. Nugent passò poi alla Atlantic Records durante il tardo 1981, reclutando nuovamente St. Holmes, e rinnovando la sezione ritmica con il bassista Dave Kiswiney e il batterista dei Vanilla Fudge e Cactus, Carmine Appice.
Questa formazione darà alla luce il settimo album in studio, intitolato semplicemente Nugent, nel 1982. Il chitarrista si orientò verso il pop-metal, stile molto in voga negli anni ottanta, accantonando il rock & roll grezzo che lo aveva portato al successo inizialmente. In questo periodo Nugent vide la sua fama ridimensionarsi sempre di più, con conseguente calo nelle vendite dei dischi. Dopo alcuni diverbi interni, il chitarrista decise di riallestire una formazione completamente rivoluzionata. Il nuovo cantante fu l'inglese Brian Howe, nativo di Portsmouth, ex membro della NWOBHM band White Spirit, mentre il resto della formazione era il trio proveniente dalla band di Billy Squier, composto dal bassista Doug Lubahn, il batterista Bobby Chouinard e il tastierista Alan St. John. Con questa formazione Nugent incise Penetrator nel 1984. Tuttavia, la band che suonò un'unica data in Gran Bretagna al Hammersmith Odeon nel febbraio 1984 era composta da Howe, il bassista Mark Boals, in precedenza cantante dei Savoy Brown e poi della band di Yngwie Malmsteen, il tastierista/chitarrista dei 707 Tod Howarth ed il batterista Cliff Davies.
Nel 1986 Nugent fece un cameo nella serie TV Miami Vice, recitando sarcasticamente la parte di uno spacciatore di droga, in un episodio. In seguito Howe abbandonò il gruppo e si unì alla riunione dei Bad Company, mentre Nugent pubblicò il nono album Little Miss Dangerous nel 1986, che vide la partecipazione di un gran numero di ospiti, tra questi: Jaime St. James e Tommy Thayer dei Black 'N Blue come coristi, il batterista Carmine Appice e l'ex batterista dei Riot e Adam Bomb Sandy Slavin, l'ex bassista dei The Babys Ricky Phillips, l'ex membro dei Spirit e Jo Jo Gunne Jay Ferguson e le parti di batteria di Michael Mason. L'ex membro dei The Allman Brothers Band e Alice Cooper Duane Hitchings contribuì come batterista e tastierista. L'ex chitarrista di Tane Cain Dave Amato svolse il ruolo di cantante assieme a Nugent.
Lo stesso anno Nugent partecipò come ospite al disco dei Berlin Count Three & Pray. L'ultima formazione del chitarrista ebbe breve vita: Amato raggiungerà i REO Speedwagon, e dal 1988 St. Holmes e Kiswiney annunceranno il loro ritorno al fianco di Ted assieme al nuovo batterista Pat Marchino. Il risultato di quest'unione fu If You Can't Lick 'Em...Lick 'Em, che vedeva i contributi di Jon Bon Jovi e Richie Sambora dei Bon Jovi come compositori per la traccia "That's The Story Of Love". Ted approdò in Gran Bretagna agli inizi del 1988 per promuovere l'album, con un'unica data al Hammersmith Odeon, supportato dai Krokus.

#### Anni 1990
Verso la fine del decennio, Nugent raggiunse il supergruppo Damn Yankees, composto dal bassista dei Night Ranger Jack Blades, l'ex chitarrista degli Styx Tommy Shaw, e il batterista Michael Cartellone. Questa formazione diede alla luce un disco omonimo nel 1990, che ottenne un grande successo grazie alla power ballad "High Enough", rivitalizzando la carriera di Nugent. Il tour statunitense dei Damn Yankees si svolse nello stesso periodo della guerra del golfo e Nugent rese pubbliche varie dichiarazioni patriottiche, che si trasformarono in polemica quando venne arrestato e multato dopo aver lanciato una freccia infuocata su un pupazzo raffigurante Saddam Hussein.
Il progetto Damn Yankees ebbe breve vita; dopo il secondo album Don't Tread (1992), il gruppo annunciò lo scioglimento. Nel 1991 la Thunderbolt Records pubblicò due dischi di vecchio materiale, rispettivamente Over the Top e On the Edge, che pur contenendo materiale risalente al periodo degli Amboy Dukes, vennero accreditati a Ted Nugent.
Quello stesso anno, la band statunitense heavy metal Nitro di Michael Angelo Batio, pubblicò come singolo la reinterpretazione di "Cat Scratch Fever", inclusa nel disco H.W.D.W.S.. L'anno successivo, anche i Motörhead incisero la stessa cover nel disco March ör Die. Sempre nel 1992 i rapper Beastie Boys pubblicarono il disco Check Your Head nel quale inserirono come introduzione nella traccia "The Biz Vs. The Nuge" un campionamento del brano strumentale di Nugent "Home Bound" (tratto dal disco Cat Scratch Fever). Ma i tributi al "Motor City Madman" continuarono quando la nota punk rock band Ramones reinterpretò la famosa traccia dei The Amboy Dukes "Journey to the Center of the Mind ", che inserirono come brano d'apertura nel loro cover album Acid Eaters, edito nel 1993. Nugent riprese la carriera solista e nel 1995 pubblicò il dodicesimo album Spirit of the Wild che vide il ritorno di Derek St. Holmes alla voce.
Altri musicisti coinvolti furono il bassista Michael Lutz e il ritrovato Denny Carmassi che aveva avuto un'esperienza negli Heart. Tuttavia St. Holmes sciolse nuovamente i rapporti col chitarrista, e si dedicò a un progetto solista pubblicando il disco Now And Then e in seguito formò una superband chiamata Big People, che includeva nella formazione il chitarrista dei 38 Special Jeff Carlisi e Pat Travers. Nel 1997 Nugent partecipò a un concerto dei Metallica, il 22 febbraio al Palace of Auburn Hills, Michigan, quando suonò con il gruppo "Stranglehold".
Nel 1998 Nugent fondò un proprio marchio di carne in scatola, il Gonzo Meat Biltong. Tornò ad occuparsi dell'attività musicale nel 1999 partecipando al tour Rock Never Stops con altri gruppi anni 1980 tra i quali Slaughter, Quiet Riot, Night Ranger, e poi partecipò come ospite speciale a un tour dei Kiss in America. Nel frattempo, l'ex batterista di Whitesnake, Black Oak Arkansas e Ozzy Osbourne Tommy Aldridge venne scelto come batterista. Durante gli anni 1990 furono pubblicate anche diverse raccolte di vecchio materiale di Nugent: nel 1993 fu stampato il cofanetto da 3 cd Out of Control, nel 1997 l'album dal vivo Live at Hammersmith '79, mentre nel 1999 vennero rimasterizzati e aggiornati con alcune tracce i primi tre album dalla Epic/Legacy Records.
Nello stesso periodo uscì una raccolta dei the Amboy Dukes di 18 brani intitolata Loaded for Bear. Nugent fu anche protagonista di una puntata del programma di VH1 Behind the Music. Nel 1999 i Pantera parteciparono alla colonna sonora del film dedicato ai Kiss Detroit Rock City, con la reinterpretazione di "Cat Scratch Fever". Questa versione venne in seguito inclusa anche nella loro raccolta The Best of Pantera: Far Beyond the Great Southern Cowboys' Vulgar Hits! nel 2003.

#### Anni 2000

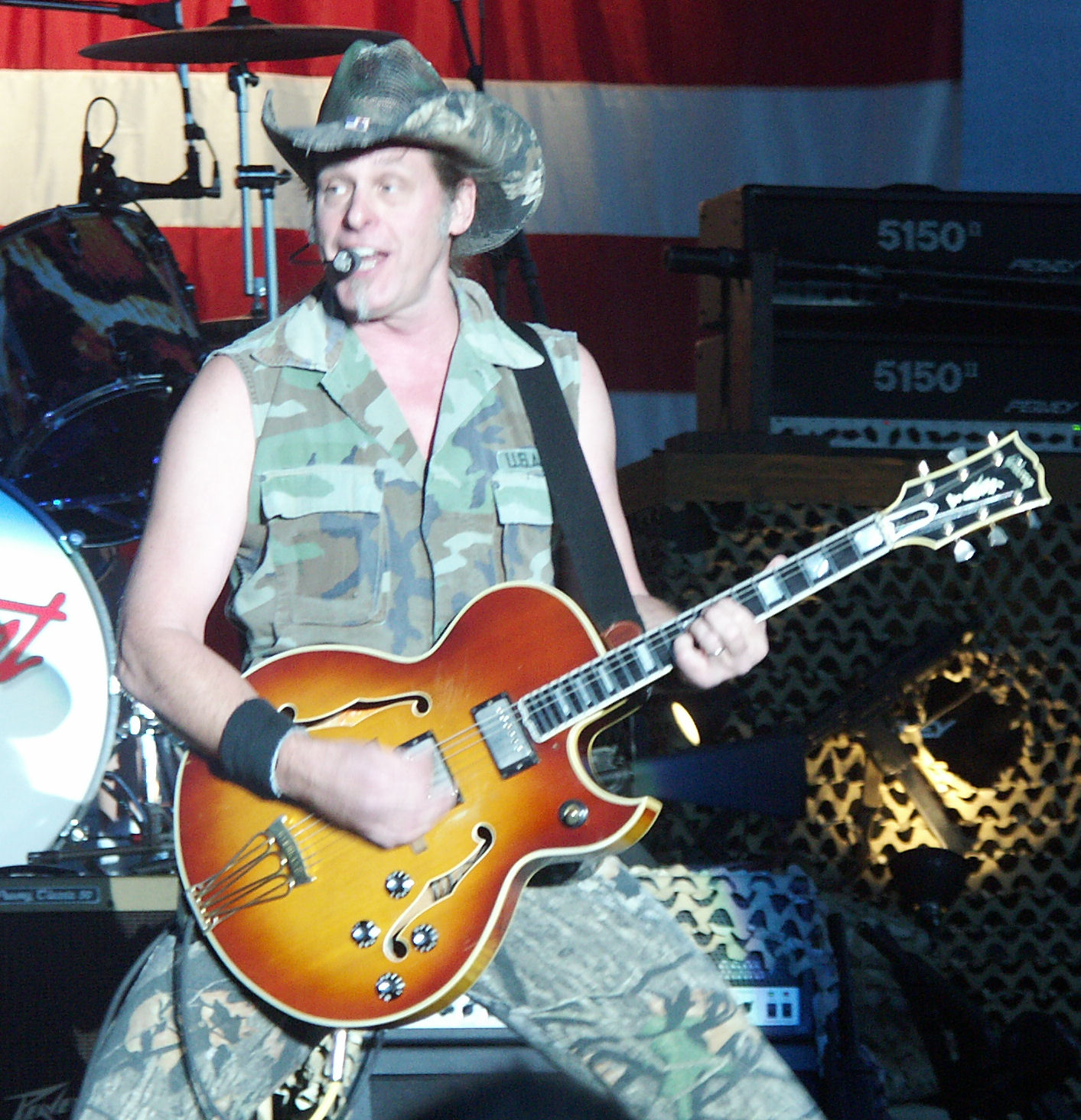
Ted Nugent nel 2007

Nugent venne poi coinvolto nelle registrazioni del terzo album dei Damn Yankees nel 2000. Tuttavia, nonostante le sessioni fossero state completate e incise per la Portrait Records, queste rimasero non pubblicate. Ted continuò la sua attività live nel nuovo millennio, suonando da spalla ai Kiss nel loro tour d'addio nel 2000, e pubblicando il terzo album live della sua carriera, Full Bluntal Nugity, nel 2001. Registrato in occasione dell'evento di Capodanno del 2000 al Palace of the Auburn Hills nel Michigan con una formazione composta da Tommy Clufetos alla batteria e Marco Mendoza al basso. Entrambi i musicisti avevano appena completato un tour mondiale con i Thin Lizzy poco prima di entrare nella band di Nugent. Dall'estate 2001 Nugent tornò in tour negli Stati Uniti con i Lynyrd Skynyrd e Deep Purple. Durante il tour di Nugent di quell'anno suonò per oltre 2.000 lavoratori della Ford Motor Company gratuitamente a Clarkston (Michigan). Nello stesso anno pubblicò la propria autobiografia intitolata God, Guns, & Rock n' Roll. Ritornò quindi in studio per incidere il nuovo brano "Comin' Down Hard", poi utilizzato per la colonna sonora del film Escanaba In Da Moonlight (2001).
Con Aldridge e Mendoza non disponibili, il chitarrista chiamò il bassista dei Brownsville Station Michael Lutes e il batterista Tommy Coufetos Jr. per queste registrazioni. Durante il tour Aldridge si infortunò, sostituito definitivamente da Coufetos Jr. Sempre nel 2001 la Cleopatra Records pubblicò un album tributo a Nugent intitolato Bulletproof Fever: A Tribute to Ted Nugent, al quale parteciparono svariati musicisti come Jake E. Lee, Daren Jay Ashba, Randy Castillo, Jani Lane, John Corabi e molti altri. Nel 2002 il chitarrista annunciò la pubblicazione del nuovo album Craveman, al quale parteciparono ospiti come Steven Tyler e Joe Perry degli Aerosmith, James Hetfield dei Metallica, Sheryl Crow, Kid Rock e Billie Joe Armstrong dei Green Day. La formazione che registrò le sessioni era composta dal bassista Marco Mendoza e il batterista Tommy Clufetos. Tra gli ospiti figurava anche il padre di Clufetos, Tommy Sr., che suonò il sassofono nel brano "Pussywhipped". Damon Johnson dei Brother Kane partecipò alla scrittura del brano "I Won't Go Away" mentre i colleghi dei Damn Yankees Tommy Shaw e Jack Blades contribuirono al brano "Damned If Ya Do", Blades venne accreditato anche per "Crave". Inclusa nel disco era anche "Comin' Down Hard", che fece anche parte della colonna sonora del film Escanaba In Da Moonlight, scritto da Michael Lutz e Alto Reed, quest'ultimo noto per essere stato sassofonista di Bob Seger. Due tracce, "Klstrphnky" (originariamente intitolata "Clusterfunk"), e "Damned If Ya Do" dovevano in origine far parte del materiale dei Damn Yankees, ma vennero poi accantonate.
Terminati i tour per il supporto di Craveman, in dicembre Mendoza e Aldridge entrarono nella formazione dei Whitesnake nel 2003. Nel frattempo Ted si riunì con gli ZZ Top e altri artisti per un tour chiamato Beer Drinkers And Hell Raisers che ebbe inizio il 25 aprile al Century Tel Centre a Bossier City, in Louisiana. Al basso subentrò Barry Sparks, in precedenza coinvolto in band come Dokken, Yngwie Malmsteen e M.S.G.. Una volta completate le date, Sparks raggiunse gli Scorpions prima di suonare in tour con i giapponesi B'Z. Nel 2004 il bassista pubblicò l'album solista Can't Look Back che vide la partecipazione di Nugent come ospite.
Nugent riuscì a ritrovare il successo grazie a un reality show creato da VH1 intitolato "Surviving Nugent - The Ted Commandments". Il programma era incentrato sulla vita della sua famiglia e l'attività di caccia nel suo ranch in Texas. I concorrenti avrebbero dovuto scuoiare le carcasse degli animali della fattoria, usare armi per procurarsi il cibo e per vincere premi in contanti. Il musicista, tuttavia, si ferì a una gamba con una motosega durante uno degli episodi d'apertura, ricevendo quaranta punti di sutura. Nel 2004 ha interpretato se stesso nell'episodio Gee Whiz della serie animata Aqua Teen Hunger Force, trasmessa dal blocco televisivo a tarda notte Adult Swim di Cartoon Network.
Nugent continuò l'attività musicale nel giugno 2004 suonando al fianco della musicista country Toby Keith in una serie di concerti per l'esercito statunitense a Kandahar, Afghanistan e Falluja e Tikrit, Iraq.
Tornò a farsi sentire in occasione delle elezioni presidenziali, realizzando un brano politicamente schierato intitolato Stand, che apriva con la frase "I don't need John Kerry to wipe my ass" ("Non ho bisogno che John Kerry mi pulisca il culo"). In dicembre Nugent apparì nella riunione dei Damn Yankees al concerto di Alice Cooper "Christmas Pudding" in Arizona, con l'intento di raccogliere fondi per la fondazione cristiana non-profit "Solid Rock Foundation". Nel 2006 la Big Eye Records pubblicò una ristampa del tribute album di Ted Nugent Bulletproof Fever: A Tribute To Ted Nugent (2001), rinominandolo World's Greatest Tribute to Ted Nugent, con l'aggiunta della reinterpretazione degli Aerosmith "Rag Doll", suonata dallo stesso Nugent. Nel 2007 compare nel videoclip dei Nickelback "Rockstar".
Nel settembre 2007 Nugent pubblica l'album Love Grenade, che però registra una fredda accoglienza di pubblico e critica. Nel 2008 viene inserito, insieme ad altri chitarristi, nella modalità carriera del videogioco Guitar Hero World Tour, dove è possibile scontrarsi con lui e suonarci insieme. Nel 2012 appare invece nell'episodio "Politicamente inetto, con Homer Simpson" della serie animata I Simpson, nel ruolo di candidato del Partito Repubblicano sostenuto da Homer Simpson.
Nel 2014 Nugent pubblica il nuovo album ShutUp&Jam! che vede la partecipazione ai cori di Sammy Hagar. L'album ottiene buon successo di critica e vendite nella Billboard 200.
Nel 2016 sostiene la campagna presidenziale di Donald Trump in occasione delle elezioni presidenziali negli Stati Uniti d'America.
Nel 2018 annuncia l'uscita del nuovo lavoro The Music Made Me Do It, distribuito in edizione CD/DVD contenente un disco di inediti e la registrazione video di un concerto tenuto al Freedom Hill Amphitheatre di Sterling Heights in Michigan.

## Vita privata
Parallelamente alla sua carriera musicale, Nugent è stato da sempre oggetto di polemiche per le nette posizioni politiche dimostrate: apertamente di destra e schierato con il Partito Repubblicano, è anticomunista e strenuo sostenitore della liberalizzazione delle armi (sulla base del disposto del II emendamento della Costituzione degli Stati Uniti d'America) e della caccia, adottando inoltre posizioni contrarie all'uso di droghe.
Ted è stato sposato 2 volte, dalle relazioni (anche extraconiugali) ha avuto 6 figli.

## Discografia

### Solista

#### Album in studio
- 1975 – Ted Nugent
- 1976 – Free-for-All
- 1977 – Cat Scratch Fever
- 1978 – Weekend Warriors
- 1979 – State of Shock
- 1980 – Scream Dream
- 1982 – Nugent
- 1984 – Penetrator
- 1986 – Little Miss Dangerous
- 1988 – If You Can't Lick 'Em...Lick 'Em
- 1995 – Spirit of the Wild
- 2002 – Craveman
- 2007 – Love Grenade
- 2014 – ShutUp&Jam!
- 2018 – The Music Made Me Do It

#### Live
- 1978 – Double Live Gonzo!
- 1982 – Intensities in 10 cities
- 1997 – Live at Hammersmith '79
- 2001 – Full Bluntal Nugity
- 2005 – Extended Versions
- 2008 – Sweden Rocks
- 2009 – Motor City Mayhem: 6,000th Concert
- 2013 – Ultralive Ballisticrock

#### Raccolte
- 1981 – Great Gonzos!: The Best of Ted Nugent
- 1993 – Out of Control
- 1996 – Motor City Madness
- 1998 – Super Hits
- 2001 – Noble Savage
- 2002 – The Ultimate Ted Nugent
- 2009 – Playlist: The Very Best of Ted Nugent
- 2010 – Happy Defiance Day Everyday

### Con gli Amboy Dukes

#### Album in studio
- 1967 – The Amboy Dukes
- 1968 – Journey to the Center of the Mind
- 1968 – Migration
- 1969 – Marriage on the Rocks/Rock Bottom
- 1973 – Call of the Wild
- 1974 – Tooth, Fang & Claw

#### Live
- 1971 – Survival of the Fittest: Live
- 1974 – Yeeoww!

#### Raccolte
- 1975 – Dr. Slingshot
- 1987 – The Ultimate Collection

### Con i Damn Yankees

#### Album in studio
- 1990 – Damn Yankees
- 1992 – Don't Tread

#### Raccolte
- 2002 – The Essentials
- 2003 – High Enough and Other Hits
- 2006 – High Enough